# Creseidae
Famille
Les Creseidae sont une famille de mollusques gastéropodes de l'ordre des Thecosomata. Ils font partie du zooplancton.

## Description et comportement
Les espèces de la famille Creseidae sont des petits escargots marins qui vivent en suspension dans l'eau près de la surface, se nourrissant de plancton. Comme l'ensemble des espèces de l'ordre des Thecosomata, ils sont parfois surnommés « papillons des mers » car ils nagent au moyen de replis de leur pied, qui fonctionnent à la manière d'ailes.

## Liste des genres
Selon World Register of Marine Species (16 juillet 2021) :
- genre Boasia Dall, 1889
- genre † Bovicornu O. Meyer, 1886
- genre † Bowdenatheca R. L. Collins, 1934
- genre † Bucanoides Hodgkinson, 1992
- genre † Camptoceratops Wenz, 1923
- genre † Cheilospicata Hodgkinson, 1992
- genre Creseis Rang, 1828
- genre † Euchilotheca P. Fischer, 1882
- genre † Loxobidens Hodgkinson, 1992
- genre Styliola Gray, 1847
- genre † Thecopsella Munier-Chalmas, 1888
- genre † Tibiella O. Meyer, 1884

Ce sont des genres fossiles, à l'exception des genres Boasia, Creseis et Styliola.